# Мисия на ООН в Централноафриканската република
MINURCA (Мисия на ООН в Централноафриканската република) е изпратена през април 1998 г., за да съдейства за поддържането и осигуряването на сигурността и стабилността в Банги и околностите; да изпълнява надзор, контрол на съхранението и да следи за разпределението на оръжия; да съдейства за изграждане на капацитет на националната полиция; да консултира и оказва техническа помощ за провеждането на законни избори. По-късно Мисията на ООН в Централноафриканската република предоставя подкрепа при провеждането на президентски избори и осъществява контрол върху унищожаването на конфискуваните оръжия.

## Споразумения от Банги
През 1996 г., Централноафриканската република е разтърсена от политически и военни кризи, белязани от три последователни бунта на част от въоръжените сили. Кризата произтича до голяма степен от широкото обществено недоволство срещу социални и икономически проблеми, изострени от продължително неплащане на заплати. Деветнадесетата среща на върха на държавните и правителствени ръководители на Франция и държавите в Африка, проведена през декември 1996 г., разглежда като основен проблем положението в Централноафрикаснката република и последиците за региона. С оглед на искането на президента Анж-Феликс Патасе държавните и правителствени ръководители на Франция и Африка се обръщат към президентите на Габон, Буркина Фасо, Чад и Мали с молба да посетят Банги и да посредничат за постигането на примирие между силите, лоялни на президента Патасе и бунтовниците. След множество преговори на 25 януари 1997 г. страните подписват споразуменията в Банги, които включват необходимите за постигане на цялостно решение елементите. Създаден е Международен комитет, съставен от по един представител на всяка от четирите държави, за да следи за изпълнението на споразуменията.

## Разполагане на вътрешноафрикански сили
В съответствие със споразумението изграждане на консенсус и диалог, постигнато от конференцията, проведена в Банги (11 – 18 януари 1997 г.), и в отговор на писмо от председателя Патасе, четирите глави на държавите решават да установят разполагането на вътрешноафриканските сили в Централноафриканската република (MISAB), считано от 31 януари 1997 г. Мандатът цели възстановяване на мира и сигурността, като наблюдава изпълнението на споразуменията от Банги и провеждането на операции за разоръжаване на бившите бунтовници, милицията и всички други незаконно въоръжени лица.
На 8 февруари 1997 вътрешноафриканските сили са разположени в Банги. Броят им възлиза общо на около 800 войници от Буркина Фасо, Чад, Габон и Мали, а по-късно от Сенегал и Того. Силите са под командването на Габон и с логистична и финансова подкрепа от Франция. Съветът за сигурност на Организацията на обединените нации със своята резолюция 1125 (1997) от 6 август 1997 г., приветства тези усилия, одобрява продължаване на провеждането на операцията, и в съответствие с глава VII от Устава на Организацията на обединените нации, оторизира MISAB и държавите, които оказват логистична подкрепа, като гаранти за сигурността и свободата на движение.

## Основаване и дейност на MINURCA
В същото време, с резолюция 1136 (1997) от 6 ноември, Съветът изисква от Генералния секретар на ООН да докладва за изпълнението на резолюцията и да дава препоръки за по-нататъшна международна подкрепа след изтичането на мандата на MISAB. Генералният секретар отбелязва, че въпреки факта, че държавите членки, участващи в MISAB, са готови да продължат да помагат на Централноафриканската република в укрепването на мира, те няма да са в състояние да направят това сами. Франция се готви да оттегли всички свои войски, и следователно нейната логистична подкрепа за MISAB следва да продължи до средата на април 1998 г. Според генералния секретар единственият възможен вариант е изпълнението на друга мироопазващата операция, упълномощена от международната общност. Въз основа на тези препоръки и заключения, Съветът за сигурност чрез своята резолюция 1159 (1998) от 27 март 1998 г., взима решение за създаване на Мисията на ООН в Централноафриканската република (MINURCA), считано от 15 април 1998.
Въпреки краткия срок MINURCA постига оперативна готовност на 15 април, и мисията е официално създадена на тази дата, в съответствие с Резолюция 1159 (1998). MINURCA допринася значително за възстановяването на условията на стабилност и сигурност, както и на диалога между политическите субекти. MINURCA също играе важна роля при провеждането на президентските избори септември 1999 г., които са спечелени от настоящия президент Патасе. В своята резолюция 1271 (1999) от 22 октомври 1999 г. Съветът за сигурност решава да удължи мандата на MINURCA до 15 февруари 2000 г. с оглед гарантирането на кратък и постепенен преход от мироопазващата операция ООН към укрепването на мира след края на конфликта. През това време MINURCA бива поетапно оттеглена.

## Преход към укрепване на мира
В последния си доклад за дейността на MINURCA, представен пред Съвета за сигурност на 14 януари 2000 г., генералния секретар заявява, че чрез своето присъствие и активна роля в Централноафриканската република, MINURCA, нейните предшественици и MISAB са подпомогнали осигуряването така необходимата стабилност за народа и правителството на Централноафриканската република, като периодът на операциите може да бъде определен като глътка въздух след период на сериозен катаклизъм. Последователната подкрепата на международната общност и проведената от мисията MINURCA дейност за ограничаване на заплахите за стабилността на страната са от съществено значение за провеждането на парламентарните и президентските избори и започването на основните политически, социални и икономически реформи. Тези положителни промени се осъществяват в период на насилие и конфликти, обхванали голяма част от централния африкански регион. В същото време генералния секретар отбелязва, че за Централноафриканската република тепърва предстоят важни предизвикателства. След изтеглянето на миротворците на ООН от страната, правителството на Централноафриканската република ще трябва да направи всичко възможно за да се възползва максимално от постигнатите благодарение на мисията MINURCA резултати и да продължи да работи за истинска демокрация и икономическо възстановяване.
Генералният секретар съобщава, че към 15 февруари 2000 г., Службата на ООН за укрепване на мира в Централноафриканската република (BONUCA) ще поеме задълженията на MINURCA за предоставяне на помощ в усилията за укрепване на мира. Основната мисия на BONUCA, оглавявана от представител на генералния секретар, ще подкрепи усилията на правителството за укрепване на мира и националното примирие, укрепване на демократичните институции с помощ от международната общност, ще предоставя подкрепа и ресурси за икономическо възстановяване в страната. В допълнение Службата ще промотира публично и ще следи за развитието по тези въпроси в страната.
На 10 февруари 2000 г., Съветът за сигурност приветства решението на генералния секретар да установи BONUCA, като поздравява специалния представител на генералния секретар за приноса на мисията MINURCA към възстановяването на мира и сигурността в Централноафриканската република, както и за оказаната подкрепа за провеждането на свободни и честни законодателни и президентски избори, за преструктуриране на службите за сигурност, обучението на полицейските сили и стартирането на важни реформи в политическата, социалната и икономическата сфера в Централноафриканската република. Съветът признава значителния напредък, постигнат от правителството на Централноафриканската република чрез изпълнението на споразуменията в Банги и на Пакта за национално примирие. Съветът насърчава правителството на Централноафриканската република да направи всичко възможно, за да надгради постигнатия напредък и да работи усърдно за укрепването на демократичните институции, разширяването на обхвата на примирието и за насърчаване на икономически реформи.